# Línea 91 (Buenos Aires)
La Línea 91 es una línea de colectivos de Buenos Aires. Une Plaza de Mayo, en el barrio porteño de Monserrat y la Estación Plaza Constitución, en el barrio de Constitución con las localidades de Aldo Bonzi y Villegas, ambas ubicadas en el Partido de La Matanza, en la Zona Oeste del Conurbano Bonaerense.
La línea es operada por la empresa Transportes Lope de Vega S.A.C.I, que pertenece al Grupo DOTA, y además controla las líneas 56, 76 y 135.

## Historia
En el año 1994 el Grupo DOTA compra esta empresa ya que E.T.M.O. Remolcador Guaraní S.A. había presentado la quiebra, hasta el año 1999 se mantuvo la razón social Remolcador Guaraní, luego se cambia a la razón social DOTA y finalmente en el año 2006 se cambió a la razón social actual Transporte Lope de Vega S.A.C.I.F, perteneciendo al Grupo DOTA.

## Ramales

#### Villegas - Retiro
Desde Jorge Newbery y Cristianía, por Cristianía, Avenida 17 de Octubre, Teniente General Juan Domingo Perón, La Mulita, Teniente General Juan Domingo Perón, El Hornero (Ruta Nacional N.º 21), Avenida Monseñor Rodolfo Bufano (Camino de Cintura, Ruta Provincial N° 4), José Alico, Gorriti, De La Cooperación, Colectora Sur Autopista Teniente General Ricchieri, Boulogne Sur Mer, Martin Lorenzo Ugarte, Avenida General San Martín, Unanue, Olavarría, Soldado Juan Rava, General Pintos, Franklin Delano Roosevelt, Olavarría, Juan XXIII, Avelino Díaz, Cruce Avenida General Paz, Avenida Coronel Roca (7000-6800), José León Suárez (6000-5600), Tabare (6800-6200), Timoteo Gordillo (5300-5500), Berón De Astrada (6200-5900), Cafayate (5400-4900), Ana Díaz (5900-5700), Avenida Soldado De La Frontera (4900-5600), Avenida Coronel Roca (5600-3300), Avenida Intendente Francisco Rabanal (3300-1300), Avenida Sáenz (1200-700), Grito De Asencio (3900-3100), Iguazú (800-300), Los Patos (3100-3000), Monteagudo (300-1), Avenida Caseros (3000-1400), Salta (2100-1700), Brasil (1200-1000), Bernardo De Irigoyen (1600-1300), cruce túnel Metrobús 9 de Julio, Avenida 9 de Julio, Avenida Corrientes (1100-1000), Avenida Presidente Roque Sáenz Peña (1000-500), Bolívar (1-100), Hipólito Yrigoyen (500-200), Avenida Paseo Colón, Avenida de La Rábida, Avenida Leandro N. Alem (100-1200), San Martín (1200-1300), Gilardo Gilardi, Avenida Doctor José María Ramos Mejía (1400-1700), Avenida Antártida Argentina, Avenida Comodoro Py, Avenida Presidente Ramón S. Castillo hasta Mayor Arturo P. Luisoni
Desde Avenida Presidente Ramón S. Castillo y Mayor Arturo P. Luisoni por Avenida Presidente Ramón S. Castillo, Avenida Comodoro Py, Avenida Antártida Argentina, Avenida Doctor José María Ramos Mejía (1700-1300), Avenida Del Libertador (100-1), Avenida Leandro N. Alem (1200-1), Avenida Rivadavia (200-500), Bolívar (1-100), Avenida de Mayo (500-1050), Avenida 9 de Julio, cruce túnel Metrobús 9 de Julio, Lima (1340-1400), Constitución (1100-1150), Lima Oeste (1400-1700), Brasil (1150-1100), Lima (1700-2000), 15 de noviembre de 1889 (1100-1900), Combate De Los Pozos (2000-2200), Avenida Caseros (2050-2800), Esteban de Luca (2200-2100), Rondeau (2800-2900), Dean Funes (2100-2200), Zavaleta (1-400), Profesor Doctor Pedro Chutro (2900-3200), Atuel (400-700), Famatina (3200-3800), Enrique Ochoa (100-1), Avenida Sáenz (600-1200), Avenida Intendente Francisco Rabanal (1300-3300), Avenida Coronel Roca (3300-5600), Avenida Soldado De La Frontera (5600-4900), Ana Díaz (5700-5900), Cafayate (4900-5400), Berón de Astrada (5900-6100), Lisandro De La Torre (5400-5300), Madariaga (6100-6900), Saladillo (5700-6000), Avenida Coronel Roca (6900-7000), Cruce Avenida General Paz, Avelino Díaz, Juan XXIII, Olavarría, Franklin Delano Roosevelt, General Pintos, Soldado Juan Rava, Olavarría, Unanué, Avenida General San Martín, Martín Lorenzo Ugarte, Boulogne Sur Mer, Camino de la Virgen (colectora norte Autopista Teniente General Ricchieri), Ana María Janer, Castro Barros, E. Galván, Juan Cristóbal Campion, Coronel Forest, General Piran, Avenida Monseñor Rodolfo Bufano (Camino de Cintura, Ruta Provincial N.º 4), El Hornero (Ruta Nacional N.º 21), Teniente General Juan Domingo Peron, La Mulita, Teniente General Juan Domingo Peron, Avenida 17 de Octubre, Cristiania hasta Jorge Newbery donde estaciona.

#### Villegas - Plaza de Mayo
Desde Jorge Newbery y Cristianía, por Cristianía, Avenida 17 de Octubre, Teniente General Juan Domingo Perón, La Mulita, Teniente General Juan Domingo Perón, El Hornero (Ruta Nacional N.º 21), Avenida Monseñor Rodolfo Bufano (Camino de Cintura, Ruta Provincial N° 4), José Alico, Gorriti, De La Cooperación, Colectora Sur Autopista Teniente General Riccheri, Boulogne Sur Mer, Martin Lorenzo Ugarte, Avenida General San Martín, Unanue, Olavarria, Soldado Juan Rava, General Pintos, Franklin Delano Roosevelt, Olavarria, Juan XXIII, Avelino Díaz, Cruce Avenida General Paz, Avenida Coronel Roca (7000-6800), José León Suárez (6000-5600), Tabare (6800-6200), Timoteo Gordillo (5300-5500), Beron De Astrada (6200-5900), Cafayate (5400-4900), Ana Díaz (5900-5700), Avenida Soldado De La Frontera (4900-5600), Avenida Coronel Roca (5600-3300), Avenida Intendente Francisco Rabanal (3300-1300), Avenida Sáenz (1200-700), Grito De Asencio (3900-3100), Iguazú (800-300), Los Patos (3100-3000), Monteagudo (300-1), Avenida Caseros (3000-1400), Salta (2100-1700), Brasil (1200-1000), Bernardo De Irigoyen (1600-1300), cruce túnel Metrobús 9 de Julio, Avenida 9 de Julio, Avenida Corrientes (1100-1000), Avenida Presidente Roque Sáenz Peña (1000-500) hasta Avenida Rivadavia.
Desde Avenida De Mayo y Perú, Avenida de Mayo (600-1050), Avenida 9 de Julio, cruce túnel Metrobús 9 de Julio, Lima (1340-1400), Constitución (1100-1150), Lima Oeste (1400-1700), Brasil (1150-1100), Lima (1700-2000), 15 de noviembre de 1889 (1100-1900), Combate De Los Pozos (2000-2200), Avenida Caseros (2050-2800), Esteban de Luca (2200-2100), Rondeau (2800-2900), Dean Funes (2100-2200), Zavaleta (1-400), Profesor Doctor Pedro Chutró (2900-3200), Atuel (400-700), Famatina (3200-3800), Enrique Ochoa (100-1), Avenida Sáenz (600-1200), Avenida Intendente Francisco Rabanal (1300-3300), Avenida Coronel Roca (3300-5600), Avenida Soldado De La Frontera (5600-4900), Ana Díaz (5700-5900), Cafayate (4900-5400), Berón de Astrada (5900-6100), Lisandro De La Torre (5400-5300), Madariaga (6100-6900), Saladillo (5700-6000), Avenida Coronel Roca (6900-7000), Cruce Avenida General Paz, Avelino Díaz, Juan XXIII, Olavarria, Franklin Delano Roosevelt, General Pintos, Soldado Juan Rava, Olavarría, Unanué, Avenida General San Martín, Martín Lorenzo Ugarte, Boulogne Sur Mer, Camino de la Virgen (colectora norte Autopista Teniente General Riccheri), Ana María Janer, Castro Barros, E. Galván, Juan Cristóbal Campion, Coronel Forest, General Piran, Avenida Monseñor Rodolfo Bufano (Camino de Cintura, Ruta Provincial N.º 4), El Hornero (Ruta Nacional N.º 21), Teniente General Juan Domingo Peron, La Mulita, Teniente General Juan Domingo Peron, Avenida 17 de Octubre, Cristiania hasta Jorge Newbery donde estaciona.

#### Villegas - Constitución
Desde Jorge Newbery y Cristianía, por Cristianía, Avenida 17 de Octubre, Teniente General Juan Domingo Perón, La Mulita, Teniente General Juan Domingo Perón, El Hornero (Ruta Nacional N.º 21), Avenida Monseñor Rodolfo Bufano (Camino de Cintura, Ruta Provincial N° 4), José Alico, Gorriti, De La Cooperación, Colectora Sur Autopista Teniente General Riccheri, Boulogne Sur Mer, Martin Lorenzo Ugarte, Avenida General San Martín, Unanue, Olavarria, Soldado Juan Rava, General Pintos, Franklin Delano Roosevelt, Olavarria, Juan XXIII, Avelino Díaz, Cruce Avenida General Paz, Avenida Coronel Roca (7000-6800), José León Suárez (6000-5600), Tabare (6800-6200), Timoteo Gordillo (5300-5500), Beron De Astrada (6200-5900), Cafayate (5400-4900), Ana Díaz (5900-5700), Avenida Soldado De La Frontera (4900-5600), Avenida Coronel Roca (5600-3300), Avenida Intendente Francisco Rabanal (3300-1300), Avenida Sáenz (1200-700), Grito De Asencio (3900-3100), Iguazú (800-300), Los Patos (3100-3000), Monteagudo (300-1), Avenida Caseros (3000-1400), Salta (2100-1700) hasta Brasil.
Desde Lima Oeste y Avenida Juan de Garay, por Lima Oeste (1600-1700), Brasil (1150-1100), Lima (1700-2000), 15 de noviembre de 1889 (1100-1900), Combate De Los Pozos (2000-2200), Avenida Caseros (2050-2800), Esteban de Luca (2200-2100), Rondeau (2800-2900), Dean Funes (2100-2200), Zavaleta (1-400), Profesor Doctor Pedro Chutró (2900-3200), Atuel (400-700), Famatina (3200-3800), Enrique Ochoa (100-1), Avenida Sáenz (600-1200), Avenida Intendente Francisco Rabanal (1300-3300), Avenida Coronel Roca (3300-5600), Avenida Soldado De La Frontera (5600-4900), Ana Díaz (5700-5900), Cafayate (4900-5400), Berón de Astrada (5900-6100), Lisandro De La Torre (5400-5300), Madariaga (6100-6900), Saladillo (5700-6000), Avenida Coronel Roca (6900-7000), Cruce Avenida General Paz, Avelino Díaz, Juan XXIII, Olavarria, Franklin Delano Roosevelt, General Pintos, Soldado Juan Rava, Olavarría, Unanué, Avenida General San Martín, Martín Lorenzo Ugarte, Boulogne Sur Mer, Camino de la Virgen (colectora norte Autopista Teniente General Riccheri), Ana María Janer, Castro Barros, E. Galván, Juan Cristóbal Campion, Coronel Forest, General Piran, Avenida Monseñor Rodolfo Bufano (Camino de Cintura, Ruta Provincial N.º 4), El Hornero (Ruta Nacional N.º 21), Teniente General Juan Domingo Peron, La Mulita, Teniente General Juan Domingo Peron, Avenida 17 de Octubre, Cristiania hasta Jorge Newbery donde estaciona.

#### Aldo Bonzi - Retiro
Desde José Alico y Almte. Cochrane, por José Alico, Gorriti, De La Cooperación, Colectora Sur Autopista Teniente General Ricchieri, Boulogne Sur Mer, Martin Lorenzo Ugarte, Avenida General San Martín, Unanue, Olavarría, Juan XXIII, Avelino Díaz, Cruce Avenida General Paz, Avenida Coronel Roca (7000-6800), José León Suárez (6000-5600), Tabaré (6800-6200), Timoteo Gordillo (5300-5500), Berón De Astrada (6200-5900), Cafayate (5400-4900), Ana Díaz (5900-5700), Avenida Soldado De La Frontera (4900-5600), Avenida Coronel Roca (5600-3300), Avenida Intendente Francisco Rabanal (3300-1300), Avenida Sáenz (1200-700), Grito De Asencio (3900-3100), Iguazú (800-300), Los Patos (3100-3000), Monteagudo (300-1), Avenida Caseros (3000-1400), Salta (2100-1700), Brasil (1200-1000), Bernardo De Irigoyen (1600-1300), cruce túnel Metrobús 9 de Julio, Avenida 9 de Julio, Avenida Corrientes (1100-1000), Avenida Presidente Roque Sáenz Peña (1000-500), Bolívar (1-100), Hipólito Yrigoyen (500-200), Avenida Paseo Colón, Avenida de La Rábida, Avenida Leandro N. Alem (100-1200), San Martín (1200-1300), Gilardo Gilardi, Avenida Doctor José María Ramos Mejía (1400-1700), Avenida Antártida Argentina, Avenida Comodoro Py, Avenida Presidente Ramón S. Castillo hasta Mayor Arturo P. Luisoni
Desde Avenida Presidente Ramón S. Castillo y Mayor Arturo P. Luisoni por Avenida Presidente Ramón S. Castillo, Avenida Comodoro Py, Avenida Antártida Argentina, Avenida Doctor José María Ramos Mejía (1700-1300), Avenida Del Libertador (100-1), Avenida Leandro N. Alem (1200-1), Avenida Rivadavia (200-500), Bolívar (1-100), Avenida de Mayo (500-1050), Avenida 9 de Julio, cruce túnel Metrobús 9 de Julio, Lima (1340-1400), Constitución (1100-1150), Lima Oeste (1400-1700), Brasil (1150-1100), Lima (1700-2000), 15 de noviembre de 1889 (1100-1900), Combate De Los Pozos (2000-2200), Avenida Caseros (2050-2800), Esteban de Luca (2200-2100), Rondeau (2800-2900), Dean Funes (2100-2200), Zavaleta (1-400), Profesor Doctor Pedro Chutro (2900-3200), Atuel (400-700), Famatina (3200-3800), Enrique Ochoa (100-1), Avenida Sáenz (600-1200), Avenida Intendente Francisco Rabanal (1300-3300), Avenida Coronel Roca (3300-5600), Avenida Soldado De La Frontera (5600-4900), Ana Díaz (5700-5900), Cafayate (4900-5400), Berón de Astrada (5900-6100), Lisandro De La Torre (5400-5300), Madariaga (6100-6900), Saladillo (5700-6000), Avenida Coronel Roca (6900-7000), Cruce Avenida General Paz, Avelino Díaz, Juan XXIII, Olavarría, Franklin Delano Roosevelt, General Pintos, Soldado Juan Rava, Olavarría, Unanué, Avenida General San Martín, Martín Lorenzo Ugarte, Boulogne Sur Mer, Camino de la Virgen (colectora norte Autopista Teniente General Ricchieri), Ana María Janer, Castro Barros, E. Galván, Juan Cristóbal Campion, Coronel Forest, General Piran hasta el N.º 1881 donde estaciona.

#### Aldo Bonzi - Constitución
Desde José Alico y Almte. Cochrane, por José Alico, Gorriti, De La Cooperación, Colectora Sur Autopista Teniente General Riccheri, Boulogne Sur Mer, Martin Lorenzo Ugarte, Avenida General San Martín, Unanue, Olavarria, Juan XXIII, Avelino Díaz, Cruce Avenida General Paz, Avenida Coronel Roca (7000-6800), José León Suárez (6000-5600), Tabare (6800-6200), Timoteo Gordillo (5300-5500), Beron De Astrada (6200-5900), Cafayate (5400-4900), Ana Díaz (5900-5700), Avenida Soldado De La Frontera (4900-5600), Avenida Coronel Roca (5600-3300), Avenida Intendente Francisco Rabanal (3300-1300), Avenida Sáenz (1200-700), Grito De Asencio (3900-3100), Iguazú (800-300), Los Patos (3100-3000), Monteagudo (300-1), Avenida Caseros (3000-1400), Salta (2100-1700) hasta Brasil.
Desde Lima Oeste y Avenida Juan de Garay, por Lima Oeste (1600-1700), Brasil (1150-1100), Lima (1700-2000), 15 de noviembre de 1889 (1100-1900), Combate De Los Pozos (2000-2200), Avenida Caseros (2050-2800), Esteban de Luca (2200-2100), Rondeau (2800-2900), Dean Funes (2100-2200), Zavaleta (1-400), Profesor Doctor Pedro Chutró (2900-3200), Atuel (400-700), Famatina (3200-3800), Enrique Ochoa (100-1), Avenida Sáenz (600-1200), Avenida Intendente Francisco Rabanal (1300-3300), Avenida Coronel Roca (3300-5600), Avenida Soldado De La Frontera (5600-4900), Ana Díaz (5700-5900), Cafayate (4900-5400), Berón de Astrada (5900-6100), Lisandro De La Torre (5400-5300), Madariaga (6100-6900), Saladillo (5700-6000), Avenida Coronel Roca (6900-7000), Cruce Avenida General Paz, Avelino Díaz, Juan XXIII, Olavarria, Franklin Delano Roosevelt, General Pintos, Soldado Juan Rava, Olavarría, Unanué, Avenida General San Martín, Martín Lorenzo Ugarte, Boulogne Sur Mer, Camino de la Virgen (colectora norte Autopista Teniente General Riccheri), Ana María Janer, Castro Barros, E. Galván, Juan Cristóbal Campion, Coronel Forest, General Piran hasta el N.º 1881 donde estaciona.

#### Semi-Rápido Villegas - Plaza de Mayo
Desde Jorge Newbery y Cristianía, por Cristianía, Avenida 17 de Octubre, Teniente General Juan Domingo Perón, La Mulita, Teniente General Juan Domingo Perón, El Hornero (Ruta Nacional N.º 21), Avenida Monseñor Rodolfo Bufano (Camino de Cintura, Ruta Provincial N° 4), José Alico, Gorriti, De La Cooperación, Colectora Sur Autopista Teniente General Riccheri, Boulogne Sur Mer, Martin Lorenzo Ugarte, Avenida General San Martín, Unanue, Olavarria, Soldado Juan Rava, Coronel Domínguez, Franklin Delano Roosevelt, General Pintos, Martín Lorenzo Ugarte, Avenida General Paz, Autopista Teniente General Luis Dellepiane, Autopista 25 de Mayo, Autopista 9 de Julio, bajada Constitución, Lima, Brasil (1050-1000), Bernardo De Irigoyen (1600-1300), cruce túnel Metrobús 9 de Julio, Avenida 9 de Julio, Avenida Corrientes (1100-1000), Avenida Presidente Roque Sáenz Peña (1000-500) hasta Avenida Rivadavia.
Desde Avenida De Mayo y Perú, Avenida de Mayo (600-1050), Avenida 9 de Julio, cruce túnel Metrobús 9 de Julio, Lima (1340-1400), Constitución (1100-1150), Lima Oeste (1400-1700), Brasil (1150-1000), Bernardo de Irigoyen (1600-1300), subida Autopista 25 de Mayo, Autopista 25 de Mayo, Autopista Teniente General Luis Dellepiane, Avenida General Paz, Franklin Delano Roosevelt, Coronel Domínguez, Soldado Juan Rava, Olavarría, Unanué, Avenida General San Martín, Martín Lorenzo Ugarte, Boulogne Sur Mer, Camino de la Virgen (colectora norte Autopista Teniente General Riccheri), Ana María Janer, Castro Barros, E. Galván, Juan Cristóbal Campion, Coronel Forest, General Piran, Avenida Monseñor Rodolfo Bufano (Camino de Cintura, Ruta Provincial N.º 4), El Hornero (Ruta Nacional N.º 21), Teniente General Juan Domingo Peron, La Mulita, Teniente General Juan Domingo Peron, Avenida 17 de Octubre, Cristiania hasta Jorge Newbery donde estaciona.